# فكتور كابلان
فكتور كابلان (بالألمانية: Viktor Kaplan)‏ (و. 1876 – 1934 م) هو مهندس، ومخترِع، وعالم، ومهندس ميكانيك، وأستاذ جامعي، من النمسا، توفي عن عمر يناهز 58 عاماً، بسبب سكتة.

## التعليم
تعلم في الجامعة التقنية في فيينا، وDeutsche Technische Hochschule Brünn ‏.

## جوائز وترشيحات
حصل على جوائز منها:
- ميدالية رودولف ديزل [الإنجليزية]‏.

ترشح لـ:
- جائزة نوبل في الفيزياء (1927).[6]